# Jürgen Fitschen (Kunsthistoriker)
Jürgen Fitschen (* 1965 in Wohlerst, Landkreis Stade) ist ein deutscher Kunsthistoriker.

## Leben
Fitschen wurde nach dem Studium der Kunstgeschichte 1997 an der Technischen Universität Berlin promoviert (Dissertation: Die Goldschmiedeplastik des Marienschreins im Aachener Dom). Anschließend war er Wissenschaftlicher Museumsassistent bei den Staatlichen Museen zu Berlin. Von Juli 1999 bis Oktober 2000 leitete er das  Kunstmuseum Kloster Unser Lieben Frauen Magdeburg, von November 2000 bis September 2009 das Gerhard-Marcks-Haus in Bremen. Von September 2009 bis Januar 2012 war er Direktor des Landesmuseums für Kunst und Kulturgeschichte auf Schloss Gottorf und Vorstand der Stiftung Schleswig-Holsteinische Landesmuseen. Als Gründe für das im Einvernehmen mit der Landesregierung erklärte Ausscheiden wurden Probleme mit seinem Vorstandskollegen, Claus von Carnap-Bornheim, angenommen. Allerdings bildete die Landesregierung nach Fitschens Ausscheiden die Verfassung der Stiftung Schleswig-Holsteinische Landesmuseen um und gab ihr eine neue Vorstandsstruktur. Zwischen 2012 und 2016 führte Fitschen eine Galerie in Stade, arbeitete als freier Kurator und für Reiseunternehmen. Im März 2017 übernahm er die Leitung der Kunsthalle Wilhelmshaven. Hier erklärte er im Dezember seinen Rücktritt zum Mai 2018. Nach weiteren Engagements in Tourismus- und Logistikunternehmen berief ihn die Stiftung Nordseemuseum im Herbst 2022 mit Wirkung von Januar 2023 zum Direktor des Museums Helgoland, aber bereits im April 2024 kündigte er auch diese Stelle.
Ehrenamtlich engagierte sich Fitschen in zahlreichen kulturnahen Stiftungen und Vereinen, unter anderem als Mitglied (2006–2010 als Vorsitzender) im Kuratorium der Hanns-Lilje-Stiftung.

## Veröffentlichungen (Auswahl)
- Die Goldschmiedeplastik des Marienschreins im Aachener Dom. Lang, Frankfurt am Main 1998

als Herausgeber
- Die Gemeinschaft der Heiligen. Der Figurenzyklus an der Katharinenkirche zu Lübeck und das monumentale Werk Ernst Barlachs.  Gerhard-Marcks-Stiftung, Bremen 2001
- Die Pop-Art und die zeitgenössische Bildhauerkunst. Gerhard-Marcks-Stiftung, Bremen 2002
- Die Bremer Bildhauerschule. Figur zwischen Fundament und Fundamentalismus. Gerhard-Marcks-Stiftung, Bremen 2004
- Nichts als Arbeit! Der tätige Mensch in der Bildhauerkunst des 20. Jahrhunderts. Gerhard-Marcks-Stiftung, Bremen 2008
- Von Brennpunkt zu Brennpunkt – Georg Tappert. Zeichnungen 1904–1940. Wachholtz, Neumünster 2010
- Joseph Hebroni. Jüdisches Museum, Rendsburg 2011